# Seznam francoskih nogometašev
Seznam francoskih nogometašev.

## A
- Éric Abidal
- Manuel Amoros
- Nicolas Anelka
- Jocelyn Angloma
- Hatem Ben Arfa

## B
- Fabien Barthez
- Joël Bats
- Albert Batteux
- Karim Benzema
- Laurent Blanc
- Landry Bonnefoi
- Joseph Bonnel
- Jean-Alain Boumsong
- Jimmy Briand

## C
- Yohan Cabaye
- Eric Cantona
- Joël Cantona
- Djibril Cissé
- Édouard Cissé
- François Clerc
- Gaël Clichy
- Grégory Coupet
- Kingsley Coman

## D
- Olivier Dacourt
- Mathieu Debuchy
- Frédéric Déhu
- Marcel Desailly
- Didier Deschamps
- Abou Diaby
- Alou Diarra
- Lassana Diarra
- Éric Di Meco
- Youri Djorkaeff
- Christophe Dugarry

## E
- Patrice Evra

## F
- Mathieu Flamini
- Just Fontaine

## G
- William Gallas
- Kévin Gameiro
- André-Pierre Gignac
- Gérard Gili
- Alain Giresse
- Olivier Giroud
- Gaël Givet
- Bafétimbi Gomis
- Yoan Gouffran
- Yoann Gourcuff
- Sidney Govou
- Antoine Griezmann

## H
- Thierry Henry
- Guillaume Hoarau

## I
- Jordan Ikoko
- Valérien Ismaël
- Charles Itandje

## J
- Aimé Jacquet

## K
- Younès Kaboul
- Christian Karembeu
- Raymond Kopa
- Laurent Koscielny

## L
- Frank Lebœuf
- Alexandre Lacazette
- Bernard Lama
- Mickaël Landreau
- Lilian Laslandes
- Lucien Laurent
- Franck Leboeuf
- Jean-Claude Lemoult
- Bixente Lizarazu
- Hugo Lloris

## M
- Claude Makélelé
- Florent Malouda
- Steve Mandanda
- Anthony Martial
- Marvin Martin
- Bruno Martini
- Jeremy Mathieu
- Blaise Matuidi
- Rio Mavuba
- Kylian Mbappé
- Jérémy Ménez
- Philippe Mexès
- Johan Micoud
- Anthony Mounier
- Yann M'Vila

## N
- Samir Nasri
- Frédéric Née
- Charles N'Zogbia
- Jacqueline Nowak

## P
- Jean-Pierre Papin
- Dimitri Payet
- Benoît Pedretti
- Emmanuel Petit
- José-Karl Pierre-Fanfan
- Robert Pirès
- Michel Platini
- Paul Pogba
- Stéphane Porato

## R
- Adil Rami
- Loïc Rémy
- Anthony Réveillère
- Franck Ribéry
- Dominique Rocheteau
- Jérôme Rothen

## S
- Bacary Sagna
- Willy Sagnol
- Louis Saha
- Mamadou Sakho
- Morgan Schneiderlin
- Mikaël Silvestre
- Sébastien Squillaci

## T
- Lilian Thuram
- Jean Tigana
- Jérémy Toulalan
- Marius Trésor
- David Trézéguet

## V
- Tony Vairelles
- Mathieu Valbuena
- Raphaël Varane
- Patrick Vieira

## W
- Sylvain Wiltord

## Y
- Mapou Yanga-Mbiwa

## Z
- Zinédine Zidane